# Пътят към дома
„Пътят към дома“ (на китайски: 我的父亲母亲, на пинин: Wǒ de fùqin mǔqin, буквален превод: „Моите баща и майка“) е китайска романтична драма от 1999 г. на режисьора Джан Имоу. Сценарият на „Пътят към дома“ е написан от Бао Шъ, който адаптира за голям екран своя роман Възпоменание (на китайски: 纪念). С този филм дебют в киното прави китайската актриса Джан Дзъи.
Филмът разказва историята на селско момиче, което се влюбва в новия местен учител, както и за смъртта му след 40 години и неговото погребение.

## Сюжет
Внимание:  Текстът по-долу разкрива сюжета на произведението (или части от него)!
Луо Юшън (Сун Хунлей) се завръща в родното село, след като разбира за смъртта на баща си. Майка му (Джао Юлиен) настоява той да бъде погребан според традицията – да бъде пренесен по улиците на ръце, за да може да „запомни пътя към дома“. Юшън е убеден, че това не е нужно, но майка му е непреклонна и отказва дори синът ѝ да купи платно за ковчега, вместо да то изтъче тя. След като тя се залавя да работи цяла нощ, Юшън вижда стара снимка на родителите си и си спомня любовната история на Луо Чаню (Джън Хао) и Джао Ди (Джан Дзъи).
Един ден, в селото пристига новият учител. Това е Луо Чаню, едва 20-годишен, което се превръща в истинско събитие за селото. Джао Ди, смятана за най-хубавото местно момиче, го харесва още оттогава. Тя прави всичко възможно той да я забележи. Когато всички момичета готвят за строителите на училището, тя поставя своята храна в красива керамична купа и наблюдава отдалеч край стария кладенец в очакване да види дали Чаню ще яде от нея.
Когато училището е готово, първият урок събира цялото село. Но след време, само Ди си намира път до там, за да може да чуе гласа на учителя. Започва да го причаква край пътя, за да може да го зърне, и инсценира срещи между тях. Симпатиите им стават взаимни. В деня, когато той трябва да се храни при нея, тя му показва купата, но той не си спомня да е ял от храната ѝ. След като се разбират да му приготви кнедли за вечеря и отива да преподава, майката на Джао Ди (Ли Бин) я предупреждава, че тази любов ще я нарани. Както и се случва, защото Луо Чаню е привикан до града за разпити от Партията. Той си взима довиждане с Ди, като ѝ подарява фиба и обещава да се върне в определен ден. Чаню потвърждава, че ще се върне да вечеря с кнедлите. Но по-късно Ди разбира, че учителят вече е потеглил. Тя взима кнедли в една купа и тръгва да го гони, ала пада и купата се чупи докато любимият ѝ потегля в далеч от нея. Ди губи и своята фиба, която търси безуспешно всеки ден, докато не я намира в двора на дома си.
Счупената купа е поправена, когато един ден майстор минава покрай улицата и майката на Ди го привиква. Тя иска да запази спомена на дъщеря си жив, след като Чаню е отнесъл сърцето ѝ със себе си. Един ден, на Ди ѝ се причува гласът му да преподава и се втурва към училището, но него още го няма. Тя решава да го реставрира, след като то е занемарено след напускането на учителя. Тогава, цялото село узнава, че тя е влюбена в Луо Чаню.
Той обаче не се връща в обещания ден. Ди го чака през цялото време в студа и хваща треска. Въпреки молбите на майка си, тя тръгва към града да го търси, но сама във виелицата, тя припада и замръзва. След като я намират, решават да се свържат с Чаню. Когато Ди отново се събужда, тя разбира, че той се е върнал и те се срещат. Понеже Чаню се е измъкнал без позволение, те са разделени още две години, но вече любовта им е явна и установена и сърцето на Джао Ди е спокойно. Те повече никога не се разделят...
Допреди смъртта на Чаню. Юшън е вече решен баша му да бъде пренесен според традицията. След като уговаря подробностите и дава пари за наемници, следва церемонията. За погребението обаче пристигат над 100 бивши ученици на баща му, които отказват да вземат пари. Така, Луо Чаню е погребан до стария кладенец, за да може да вижда училището оттам. Ди също се уверява, че една от мечтите на съпруга ѝ – да има ново училище, ще се сбъдне с даренията ѝ. Другата мечта на бащата на Юшън е да види сина си като учител, дори за ден. Вечерта, майка му отказва да напусне селото и да живее заедно със сина си, макар да е ужасно самотна. На следващия ден, Юшън сбъдва и втората мечта на своя баща, като преподава за един ден в родното си село, в старото училище, което скоро ще го няма, обвързало неговите родители.

## В ролите
| Актьор     | Роля                     |
| ---------- | ------------------------ |
| Джан Дзъи  | Джао Ди (като млада)     |
| Джън Хао   | Луо Чаню                 |
| Сун Хунлей | Луо Юшън                 |
| Джао Юлиен | Джао Ди (като възрастна) |
| Ли Бин     | Бабата, майка на Джао Ди |

## Награди и номинации

### „Златен петел“ (2000)
- Най-добър филм
- Най-добри декори – Цао Дзиупин
- Най-добър режисьор – Джан Имоу
- Най-добра кинематография – Хоу Юн

#### „Сто цветя“ (2000)
- Най-добър филм
- Най-добра актриса – Джан Дзъи

#### Берлински международен кинофестивал(2000)
- „Сребърна мечка“ – Гран При на журито
- Награда на икуменичното жури
- Номинация за „Златна мечка“ за най-добър филм

#### Международен кинофестивал в Любляна (2000)
- Награда на публиката

#### Награди „Бодил“(2001)
- Номинация за Най-добър неамерикански филм

#### Кинофестивал „Сънданс“(2001)
- Награда на публиката

#### Награди на Асоциацията на чикагските кинокритици (2001)
- Номинация за Най-добър чуждоезичен филм

#### Международен филмов фестивал „Фаджр“ (2001)
- „Кристален симург“ за Най-добър международен филм

#### Международен филмов фестивал във Флорида (2001)
- Награда на публиката за най-добър международен игрален филм